# Плакун верболистий

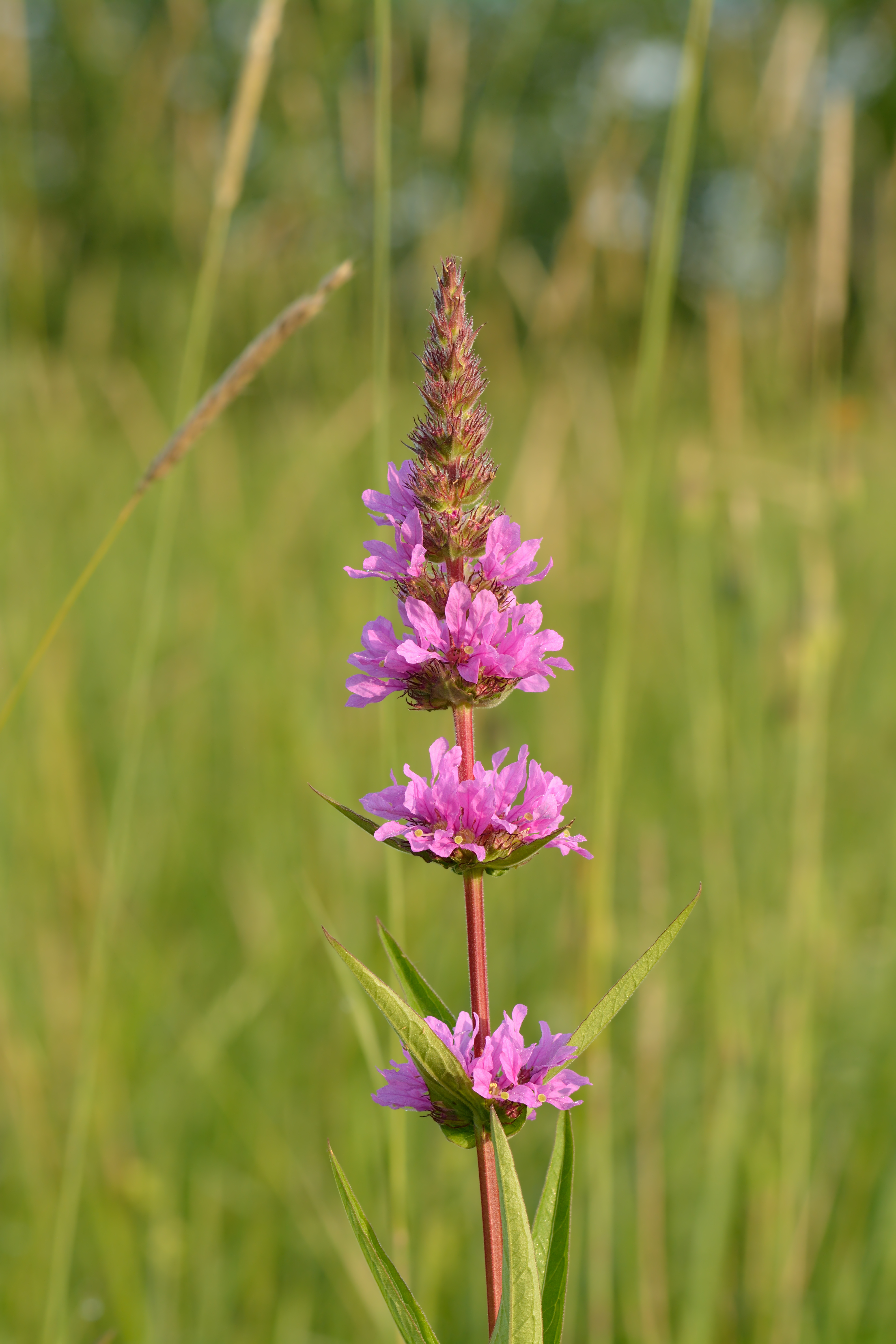

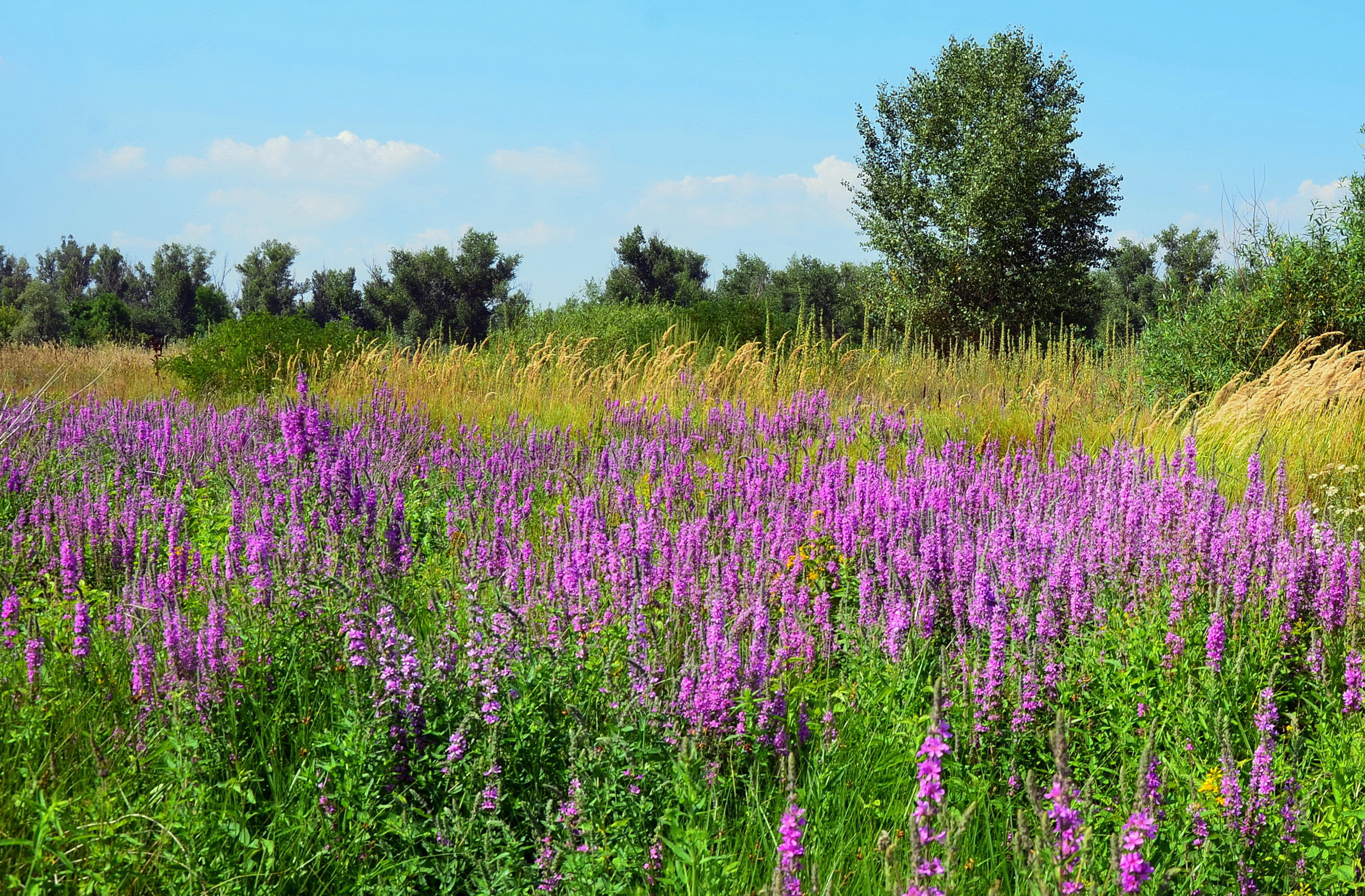
Плакун верболистий (Lythrum salicaria L.) на березі р. Оріль

Плакун верболистий (Lythrum salicaria L.) — багаторічна трав'яниста рослина родини плакунових.

## Морфологічна характеристика
Рослина шорстковолосиста (30-200 см заввишки) з товстим дерев'янистим кореневищем. Стебло прямостояче, майже чотиригранне, просте або розгалужене. Листки (15-100 мм завдовжки, 10 — 25 мм завширшки) сидячі, ланцетні або видовжено-еліптичні, при основі серцеподібні. Нижні листки супротивні або кільчасті (по три), верхні — чергові. Квітки — правильні, зібрані у вузьку густу волоть. Оцвітина подвійна. Чашечка (6-8 мм завдовжки, 2,5-4 мм завширшки) трубчаста або трубчасто-дзвоникувата з шістьма широко трикутними зубчиками і з такою ж кількістю лінійношилоподібних придатків. Віночок вільнопелюстковий з шістьма пурпуровими, рідше рожевими або білими пелюстками. Пелюстки (8-14 мм завдовжки) видовжено-овальні, звужені до основи. Тичинок звичайно 12, шість з них коротші. Маточка одна, зав'язь верхня, стовпчик один, приймочка головчаста. Плід — видовжено-овальна коробочка, (3-5 мм завдовжки).
Плакун верболистий росте по всій Україні в листяних лісах, вільшняках, на болотах, берегах водойм. Рослина тіньовитривала. Цвіте у червні — вересні.

## Поширення
- Африка
  - Північна Африка: Алжир, Марокко, Туніс
- Помірна Азія
  - Західна Азія: Афганістан, Іран, Ізраїль, Йорданія, Ліван, Сирія, Туреччина
  - Кавказ: Вірменія, Азербайджан, Грузія, Російська Федерація (Дагестан)
  - Східний Сибір
  - Монголія
  - Далекий Схід Росії
  - Китай
  - Східна Азія: Японія
- Європа
  - Північна Європа: Данія, Фінляндія, Велика Британія, Ірландія, Норвегія, Швеція
  - Середня Європа: Австрія, Бельгія, Швейцарія, Чехія, Німеччина, Угорщина, Нідерланди, Польща, Словаччина
  - Східна Європа: Європейська частина Росії, Білорусь, Естонія, Литва, Латвія, Молдова, Україна (в тому числі Крим)
  - Південно-Східна Європа: Албанія, Болгарія, Боснія і Герцеговина, Греція, Хорватія, Італія (включаючи Сардинію, Сицилію), Чорногорія, Румунія, Сербія, Словенія
  - Південно-Західна Європа: Іспанія, Франція (в тому числі Корсика), Португалія

## Близький вид
Плакун прутяний (Lythrum virgatum L.) Відрізняється від плакуна верболистого відсутністю опушення, ясно-зеленим забарвленням, вузьколанцетними, при основі більш-менш округлими листками. Суцвіття негусте. Шилоподібні придатки чашечки дорівнюють або коротші від її зубчиків. Рослина 50-120 см заввишки, цвіте у червні — серпні. Росте в тих же умовах місцезростання, що й плакун верболистий, Медоносна рослина.

## Практичне використання
Медоносна, лікарська, дубильна, фарбувальна і декоративна рослина.
Плакун верболистий гарний літньо-осінній медонос, який сприяє осінньому нарощуванню розплоду, за рахунок нього бджоли поповнюють запаси кормів на зиму. При теплій погоді нектар виділяється протягом дня, що забезпечує збільшення запасів меду на одну бджолину сім'ю до 5 кг за добу. Медопродуктивність 360—420 кг з 1 га. Бджоли збирають з нього й пилок. Мед з плакуна жовто-брудного кольору, запашний, трохи терпкий.
У народній медицині квітки і коріння використовують як в'яжучий, ранозагоювальний і кровоспинний засіб. Має бактерицидні властивості.
Плакун — танідоносна рослина. Дубильні речовини містяться в коренях (3-4 %), листках і квітках (11-17 %), у стеблі (2,5-6 %), їх використовують для дублення шкур, особливо для рибальських знарядь. Квітки дають червону фарбу, яку використовують у кондитерській справі. Як декоративну рослину плакун рекомендують для насадження у парках і лісопарках, по берегах водойм, річок, струмків. Домашніми тваринами не поїдається.

## Народні назви та повір'я
Серед найпоширеніших — «плакун-трава» (цією назвою підкреслено його цікаву біологічну особливість — на листках плакуна є порівняно чималі водяні щілини, які називають гідатодами. Вони служать для виділення надмірної кількості води з рослини. Складається таке враження, наче рослина справді плаче, бо з листків капають рясні сльози — краплини виділюваної зайвої води. Це пристосування рослини до зростання в умовах надмірного зволоження); «плавньові васильки», «косинці червоні», «залізняк червоний» (за красиві квіти); «болотний бурячок» (молоді пагони та листки використовували як їстівний овоч); «водогляд», «підбережник», «верба-трава» (бо рослина зростає у вогких місцях, біля боліт, уздовж річок, у прибережних чагарниках, на вогких лісових галявинах і луках, біля води), тройчак (за характерне мутовчасте розташування листя по три листки у вузлі) та інші.
У давнину рослині приписували таємничу магічну силу і казали приблизно таке: коли хочеш, щоб вороги тебе боялись, то виріж з коріння цього зілля талісман і носи його на шиї. На плакун-траві знахарі, відуни та чародії творили заговори проти нечистої сили. Ця трава, за уявленням наших далеких предків, могла лякати нечисту силу, змушувала плакати чортів та відьом.